# 哈佛商業評論
哈佛商業評論（英文：Harvard Business Review；簡稱：HBR）是自1922年起，由哈佛商學院集結專家、教授，針對管理事務的研究而出版的專業雜誌。HBR是一份專門提供予專業經理人及工商管理者參考的月刊，其主要讀者群是產業領袖、學者、高階管理者及管理顧問等。
HBR除了集結管理學學者的綜合評論，也經常為其他管理學界的著名思想家，如克雷頓‧克里斯汀生、彼得·杜拉克、麥可·波特、羅莎貝·摩絲·肯特、加里·哈默爾、普哈拉、Robert S.Kaplan、Robert H. Schaffer等發表專業管理評論。與管理學和商業概念有關的商業術語，如平衡計分卡、核心競爭力、策略意圖、企業流程再造、全球化、行銷短視及玻璃天花板等通用於全球的商業詞彙和概念均經由HBR專文介紹。 
目前哈佛商業評論在全球有250,000本的發行量、11個版本的授權，包括兩種中文版、德文版、波蘭文版、匈牙利文版、巴西文版（葡萄牙文），及一種發行於南亞（印度）的英文版。這份雜誌由哈佛商學院所獨立編輯、於各學者完成其相關企業或個案研究後即發表於HBR，其目的是使著者的新文章與出版時間性因趨近而增加其參考價值。 
《哈佛商业评论》簡體中文版於2002年进入中国。2012年7月，财讯传媒（SEEC）推出全新的《哈佛商业评论》簡體中文版（英文：Harvard Business Review China；简称：HBRC）。
《哈佛商業評論》全球繁體中文版於2000年代由資訊傳真在台灣創刊。2006年9月1日，《哈佛商業評論》全球繁體中文版由天下文化繼續出刊，王力行擔任總編輯，張玉文擔任執行總編輯。

## 外部連結
- 哈佛商業評論英文版（页面存档备份，存于）
- 哈佛商業評論新闻英文版（页面存档备份，存于）
- 哈佛商业评论简体中文版（页面存档备份，存于）
- 哈佛商業評論繁體中文版（页面存档备份，存于）